# 里弗賽德 (內華達州)
里弗賽德（英語：Riverside）是位於美國內華達州克拉克縣的非建制地區。

## 地理
里弗賽德所處的海拔為高於海平面436米（即1431英呎），而該地所採用的時區為UTC-8，即太平洋时区（PST）。同時該地設有夏令時間，為UTC-8調快一小時，即UTC-7（PDT）。